# Khorata zhui
Espèce
Khorata zhui est une espèce d'araignées aranéomorphes de la famille des Pholcidae.

## Distribution
Cette espèce est endémique du Fujian en Chine,.

## Publication originale
- Zhang & Zhang, 2008 : A new species of the genus Khorata (Araneae: Pholcidae) from Fujian Province, China. Acta Arachnologica Tokyo vol. 57, no 2, p. 65-66.